# Bat People – Die Blutsauger
Bat People – Die Blutsauger ist ein US-amerikanischer Horrorfilm aus dem Jahr 1974. Der Film wurde in den USA auch unter dem Alternativtitel It Lives by Night vertrieben. Im April 2015 wurde The Bat People in der Internet Movie Database mit einer Zuschauerwertung von 2,2/10 in der Liste der 100 Filme mit der schlechtesten Bewertung  auf Platz 53 geführt. Im Jahr 1999 wurde der Film durch die amerikanische Reihe Mystery Science Theater 3000 neu bearbeitet.

## Handlung
Dr. John Beck wird in einer Höhle von einer Fledermaus gebissen. Infolge des Bisses setzt bei ihm eine schleichende Verwandlung ein. Während der Nacht verwandelt er sich in einen Fledermausmenschen, der sich auf die Suche nach Blut begibt. Sergeant Ward nimmt die Spur der rätselhaften Todesfälle auf und kommt so bald auf Johns Spur.

## Kritik
„Sicher kein Kandidat für den schlechtesten Film aller Zeiten, aber zweifelsohne ein würdiger Vertreter der Liste der 100 schlechtesten Filme.“

„Dieser Low Budget Film von Jerry Jameson [...] ist eine Trashgurke wie sie im Buche steht.“